# Chłopice (gemeente)
De gemeente Chłopice is een landgemeente in het Poolse woiwodschap Subkarpaten, in powiat Jarosławski.
De zetel van de gemeente is in Chłopice.
Op 30 juni 2004 telde de gemeente 5624 inwoners.

## Oppervlakte gegevens
In 2002 bedroeg de totale oppervlakte van gemeente Chłopice 49,11 km², waarvan:
- agrarisch gebied: 90%
- bossen: 3%

De gemeente beslaat 4,77% van de totale oppervlakte van de powiat.

## Demografie
Stand op 30 juni 2004:
| Omschrijving                   | Totaal | Totaal | Vrouwen | Vrouwen | Mannen | Mannen |
| ------------------------------ | ------ | ------ | ------- | ------- | ------ | ------ |
| eenheid                        | aantal | %      | aantal  | %       | aantal | %      |
| inwoners                       | 5624   | 100    | 2842    | 50,5    | 2782   | 49,5   |
| bevolkingsdichtheid (inw./km²) | 114,5  | 114,5  | 57,9    | 57,9    | 56,6   | 56,6   |

In 2002 bedroeg het gemiddelde inkomen per inwoner 1476,27 zł.

## Administratieve plaatsen (sołectwo)
Boratyn, Chłopice, Dobkowice, Jankowice, Lutków, Łowce, Zamiechów.

## Aangrenzende gemeenten
Jarosław, Orły, Radymno, Rokietnica, Roźwienica